# Gabriel Dupont

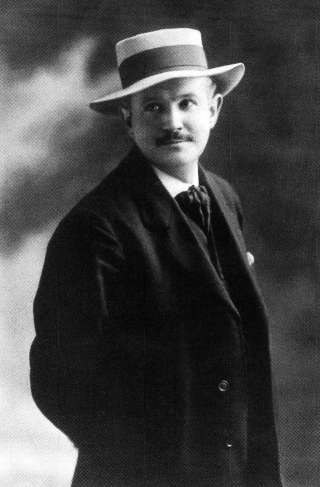
Gabriel Dupont

Gabriel Édouard Xavier Dupont (* 1. März 1878 in Caen; † 2. August 1914 in Le Vésinet) war ein französischer Komponist.

## Leben und Wirken
Dupont hatte ersten Unterricht bei seinem Vater, der Musikprofessor am College Malherbe und Organist an der Kirche Saint-Etienne war. Er besuchte das Konservatorium seiner Heimatstadt, bevor er 1893 nach Paris kam. Dort trat er in die Klasse für Harmonielehre des Antoine Taudou am Conservatoire de Paris ein. Von 1894 bis 1896 nahm er Kompositionsunterricht bei Jules Massenet, daneben hatte er privaten Orgelunterricht bei Louis Vierne und studierte Kontrapunkt bei André Gedalge.
1895 schrieb sich Dupont offiziell beim Conservatoire ein und wurde Orgelschüler von Charles Marie Widor, bei dem er von 1897 bis 1903 auch Komposition studierte. 1901 gewann er den Second Grand Prix de Rome. Mit der Oper La Cabrera gewann er den Concorso Sonzogno. Sie wurde 1904 am Teatro Lirico di Milano und 1905 an der Opéra-Comique in Paris aufgeführt.
Es folgten drei weitere Opern, die ihre Uraufführung in Nizza, Brüssel und Paris erlebten. Zwei seiner großen sinfonischen Werke wurden bei den Concerts Colonne uraufgeführt: 1906 die Orchesterfassung der Heures dolentes und 1907 die sinfonische Dichtung Le Chant de la Destinée.
Zwei große Klavierzyklen entstanden zwischen 1903 und 1905 und zwischen 1908 und 1909: Heures dolentes (Uraufführung 1906 durch Maurice Dumesnil) und La Maison dans les dunes (Uraufführung 1910 durch Dumesnil). Seine letzte Oper Antar wurde nach seinem Tode 1921 an der Pariser Oper uraufgeführt und bis 1946 vierzigmal gespielt.

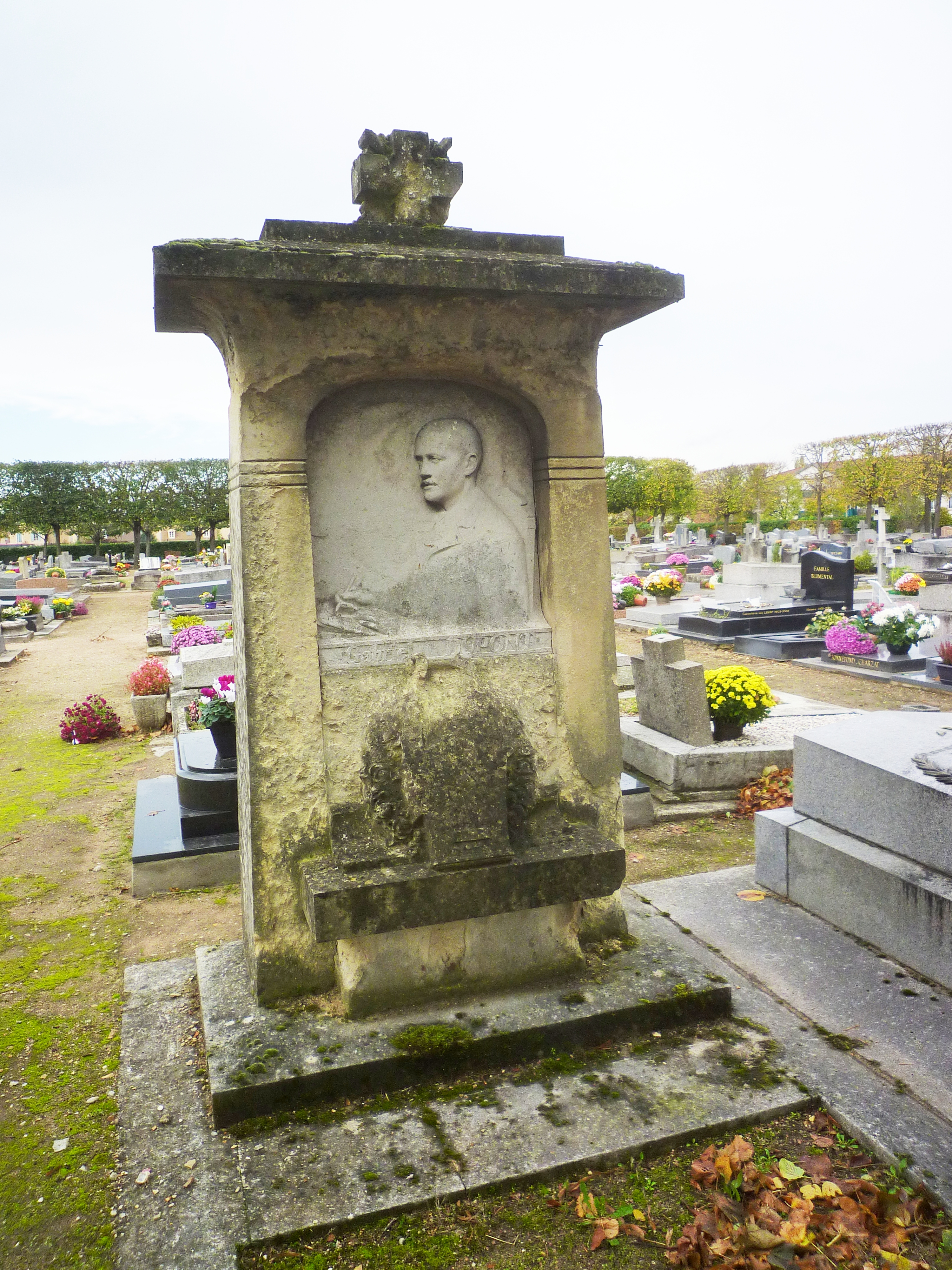
Grab von Gabriel Dupont in Le Vésinet

Dupont erkrankte um 1905 an Tuberkulose und erlag der Krankheit 36-jährig in der Nacht zum 2. August 1914. Sein Bruder Maurice Dupont war Orientalist, sein Bruder Robert Maler.
Duponts Oper Antar wurde am 2. Mai 2009 im Opernhaus Kiel vom Kieler Opernchor und dem Philharmonischen Orchester Kiel unter der Leitung von Georg Fritzsch zum ersten Mal in Deutschland aufgeführt.

## Werke
- Deux Airs de Ballet für Klavier, 1895 I Pavane II Aria
- Feuillets d'album für Klavier, 1897
- Allegretto für Orgel, 1898
- Élévation en Si bémol majeur für Orgel
- Pièce en forme de canon für Orgel, 1898
- Méditation für Orgel, 1899
- Chansons normandes, Trois Choeurs, Lieder aus der Normandie für Frauenchor und Klavier, Text: Émile Blémont, 1900 I Les marchandes de fleurs II Feuilles mortes III Ronde du lilas et de la rose
- Journée de Printemps für Violine und Klavier, 1901
- A la nuit für Gesang und Klavier, Text: Auguste Lacaussade, 1902
- La chanson de Myrrha, für Gesang und Klavier, Text: Fernand Beissier, 1902
- Pour la Toussaint für Orgel, 1902
- La Cabrera, Oper (Libretto von Henri Cain), 1903
- Les Heures dolentes für Klavier, 1903–1905
- Poèmes d'Automne, Lieder, 1904
- La Glu, Oper (Libretto von Jean Richepin und Henri Cain), 1905–1908
- Les Heures dolentes für Orchester, 1906
- Le Chant de la Destinée, sinfonische Dichtung für Klavier und Orchester, 1907, Uraufführung am 27. Oktober 1907
- La Maison dans les Dunes für Klavier, 1908–1909
- La Farce du cuvier, Oper, 1909–1911
- Les Caresses für Gesang und Klavier, Text: Jean Richepin, 1911 I La rencontre II Le baiser
- Poème für Klavier und Streichquartett, 1911
- Chanson des ‘Six petits oiseaux’, Text: Jean Richepin, 1912
- Antar, Oper (Libretto von Chekri Ganem), 1912–1913, Uraufführung an der Opéra in Paris am 11. März 1921